# كاباليرونية أوديس
كاباليرونية أوديس (الاسم العلمي: Burkholderia udeis) هي نوع من البكتيريا، سلبية الغرام، تتبع جنس البيركهولدرية.